# NKG2
NKG2 که با نام‌های CD159 و KLRC1 هم شناخته می‌شود، یک گیرنده برای سلول‌های کشنده طبیعی (NKs) است و ۷ نوع دارد:
- NKG2A
- NKG2B
- NKG2C
- NKG2D
- NKG2E
- NKG2F
- NKG2H

پروتئین NKG2D یک گیرندهٔ فعال‌کننده برای سلول کشنده طبیعی است. پروتئین NKG2A نیز با مولکول CD94 ترکیب ذوتایی می‌سازد که با هم کمپلکس مهاری CD94/NKG2 را تشکیل می‌دهند.
داروی مونالیزومب یک پادتن مونوکلونال است که پروتئین NKG2A را هدف قرار می‌دهد.